# 徳島県立保健製薬環境センター
徳島県立 保健製薬環境センター（とくしまけんりつ ほけんせいやくかんきょうセンター）は、徳島県徳島市新蔵町にある保健科学、製薬衛生、環境保全に関する施設。
徳島保健所、徳島県精神保健福祉センターと同じ庁舎である。

## 沿革
- 1921年（大正10年） - 徳島県庁舎内（徳島市幸町2丁目）に警察部の所管として衛生試験所発足[1]。
- 1952年（昭和27年） - 徳島県衛生研究所を設立。
- 1963年（昭和38年） - 衛生研究所から徳島県製薬指導所として独立。
- 1971年（昭和46年） - 衛生研究所に公害第一科、公害第二科を新設。
- 1974年（昭和49年） - 公害関係が公害センターとして独立。
- 1983年（昭和58年） - 公害センター及び衛生研究所が統合し、徳島県保健環境センターとして発足。
- 2003年（平成15年） - 徳島県感染症情報センターを保健環境センターへ移設。
- 2011年（平成23年） - 保健環境センターと製薬指導所を統合し、徳島県立保健製薬環境センターを設置。

## 組織
- 保険科学課
- 製薬衛生課
- 大気環境課
- 水質環境課

## 利用情報
- 利用時間：9:00〜12:00[2]
- 休館日：土曜日・日曜日・祭日・年末年始
- 利用料金：無料

## 交通
- JR徳島駅から徒歩約15分。
- 徳島市営バスより沖洲方面行「城東高校前」下車、徒歩約3分。津田・新浜・大神子方面行「新蔵町」下車、徒歩約3分。